# バイブコーディング
バイブコーディングはAIに依存したプログラミング手法で、人は解きたい問題を、コーディングに特化した大規模言語モデル（LLM）へのプロンプトとして自然言語で記述する。LLMによるソフトウェアの生成が可能となったことで、プログラマの役割は手作業によるコーディングから、AIがソースコードを生成する際のガイドと生成したコードのテスト・改良へと変化してきている。そのためバイブコーディングの支持者は、これまでソフトウェア工学で必要とされてきた広範なトレーニング経験やスキルを持ち合わせていない素人のプログラマであってもソフトウェアを作成できると主張している。この用語は2025年2月にアンドレイ・カーパシーによって提唱され、翌月にはウェブスター辞典の「スラングとトレンド」に名詞として掲載された。
「vibe coding」における「vibe（バイブ）」は、元々は音楽シーンで使われていた言葉で、「（物事が発する）雰囲気・フィーリング・ノリ」といった意味合いがある。プログラマーが細かい技術的な詳細にこだわるのではなく、自分のアイデアを直感的に把握し、機能や目的の全体的な雰囲気をAIに伝え（従来のように細かいことにとらわれず）AIと一緒に「ノリ良く」開発を進めるという、このコーディング手法の特徴を表現している。